# Mirosław Jarzembowski

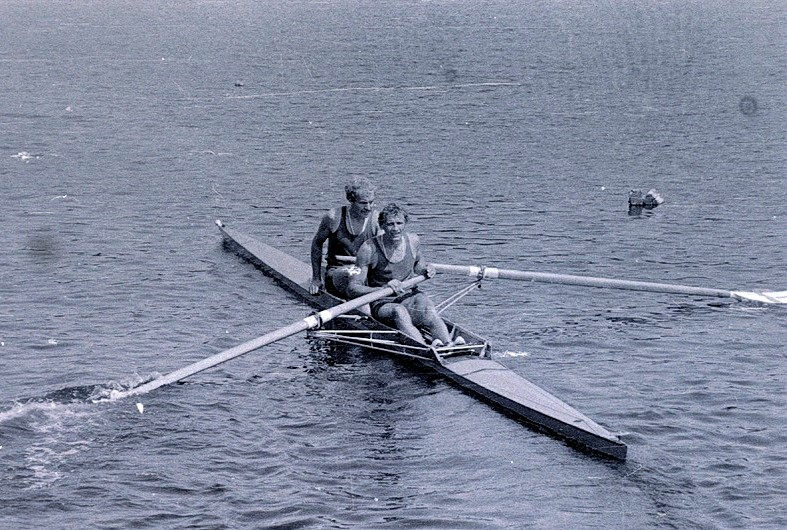
Mirosław Jarzembowski i Władysław Beszterda, 1982

Mirosław Zenon Jarzembowski (ur. 20 lutego 1954 w Bydgoszczy) – polski wioślarz, olimpijczyk z Moskwy w 1980.

## Życiorys
W trakcie kariery sportowej reprezentował barwy Bydgoskiego Towarzystwa Wioślarskiego, Zawiszy Bydgoszcz i Stoczniowca Gdańsk. Pływał w osadach: dwójki bez sternika, czwórki bez sternika, czwórki ze sternikiem, ósemkach.
Siedmiokrotny mistrz Polski w czwórce w latach 1975–1981.
Uczestnik mistrzostw świata w czwórce bez sternika (partnerami byli: Władysław Beszterda, Andrzej Król, Marek Niedziałkowski) w Bledzie w roku 1979 – 12. miejsce oraz w Monachium w roku 1981 – 11. miejsce.
Na igrzyskach w 1980 roku wystartował w czwórce bez sternika (partnermi byli: Mariusz Trzciński, Henryk Trzciński, Marek Niedziałkowski). Polska osada zajęła 8. miejsce.